# Khalid bin Saud Al Saud
Prinz Khalid bin Saud bin Abdullah bin Faisal bin Abdulaziz Al Saud (arabisch خالد بن سعود بن عبد الله بن فيصل بن عبد العزيز آل سعود, DMG Ḫālid b. Saʿūd b. ʿAbd Allāh b. Faiṣal b. ʿAbd al-ʿAzīz Āl Saʿūd) ist Angehöriger der saudischen Königsfamilie und seit Dezember 2023 Vizegouverneur der Provinz Tabuk.

## Leben
Khalid ist väterlicherseits ein Enkel von Abdullah bin Faisal Al Saud, dem ehemaligen Innenminister und ältesten Sohn König Faisals. Er ist dadurch ein Urenkel König Faisals und ein Ururenkel von König Abdulaziz, der auch als Ibn Saud bekannt ist. Khalids Mutter, al-Anud bint Fahd bin Khalid Al Saud, ist väterlicherseits eine Nachkommin des Emirs Abdul Rahman, des Vaters von Ibn Saud. Sein väterlicher Cousin Mohammed bin Khalid ist Vorsitzender von Saudi Telecom.
Khalid hält einen Bachelor in Finance and Economics von der König-Fahd-Universität für Erdöl und Mineralien. Er arbeitete 5 Jahre als Bankier für die Samba Financial Group, die 2021 mit der National Commercial Bank fusionierte. Die gemeinsamen Vermögenswerte beliefen sich nach der Fusion auf umgerechnet 223 Milliarden US-Dollar. Khalid ist Geschäftsführer einer saudischen Holdinggesellschaft. Präsident und Vorsitzender des Unternehmens ist Khalids Bruder Faisal. Gegründet und geführt wurde es zuvor von Khalids Vater Saud bin Abdullah und dessen Vater Abdullah bin Faisal.
Am 12. Dezember 2023 wurde er durch ein königliches Dekret zum Vizegouverneur der Provinz Tabuk im Nordwesten Saudi-Arabiens ernannt.